# Макрино д’Альба
Макрино д’Альба (итал. Macrino d'Alba), настоящее имя Джан Джакомо де Алладио (итал. Gian Giacomo de Alladio; между 1460 и 1465, Альба (Пьемонт) — Между 1515 и 1520) — итальянский живописец периода кватроченто, или раннего Возрождения. Работал в Пьемонте и Павии между 1495 и 1513 годами.

## Биография
Точные биографические данные об этом художнике не найдены, поэтому различные гипотетические атрибуции произведений искусства из Пьемонта, датируемые XV—XVI веками, условно объединялись под его именем. Однако анализ косвенных источников позволил предположить существование мастера под именем Джан Джакомо де Алладио, прозванного «Макрино» (от лат. macrinus — «худенький»), возможно, из-за его худощавого телосложения (предположительная фамилия «Фава» считается сомнительной). На некоторых его произведениях есть подпись: «Pictor Macrinus natus in Alba» (лат., «Живописец Макрин из Альбы»).
О его художественном образовании в родном городе ничего не известно, и он вполне мог обучаться живописи в другом месте. Считается, что около 1490 года Макрино был в Риме. Тем не менее, его фактическое формирование как художника складывалось из его изучения произведений тосканских и умбрийских мастеров, таких как Лука Синьорелли и Перуджино, которые работали в папской резиденции в Риме. Макрино был в высшей степени эклектичным художником и ассимилятором эстетических тенденций, которые развивались в Риме и Тоскане в период раннего итальянского Возрождения". Начиная с его первой известной работы, триптиха 1495 года «Мадонна с Младенцем и четырьмя святыми» (ныне в Муниципальном музее древнего искусства в Турине), очевидны именно эти тенденции.
Для капеллы Сант-Угоне картезианского монастыря «Чертоза» по дороге из Павии на Милан Макрино де Альба написал алтарную картину «Воскресение». Его картины также найдены во францисканской церкви в его родном городе Альба и в соборе в Виджевано. Для Чертозы ди Вальманера близ Асти Макрино написал большой алтарь с «Мадонной во Славе», подписанный и датированный (1498; ныне в Галерее Сабауда в Турине).
Он создал величественную композицию в алтарном образе «Мадонна на троне между святыми Иоанном Крестителем, аббатом Иаковом и Иеронимом» (1503, Казале-Монферрато, Сантуарио-Креа).
Помимо картин на религиозные сюжеты, алтарей, он также писал портреты правителей близлежащих областей, в том числе маркграфа Монферрата Гульельмо IX Палеолога.
В числе его учеников был Гауденцио Феррари.

## Галерея

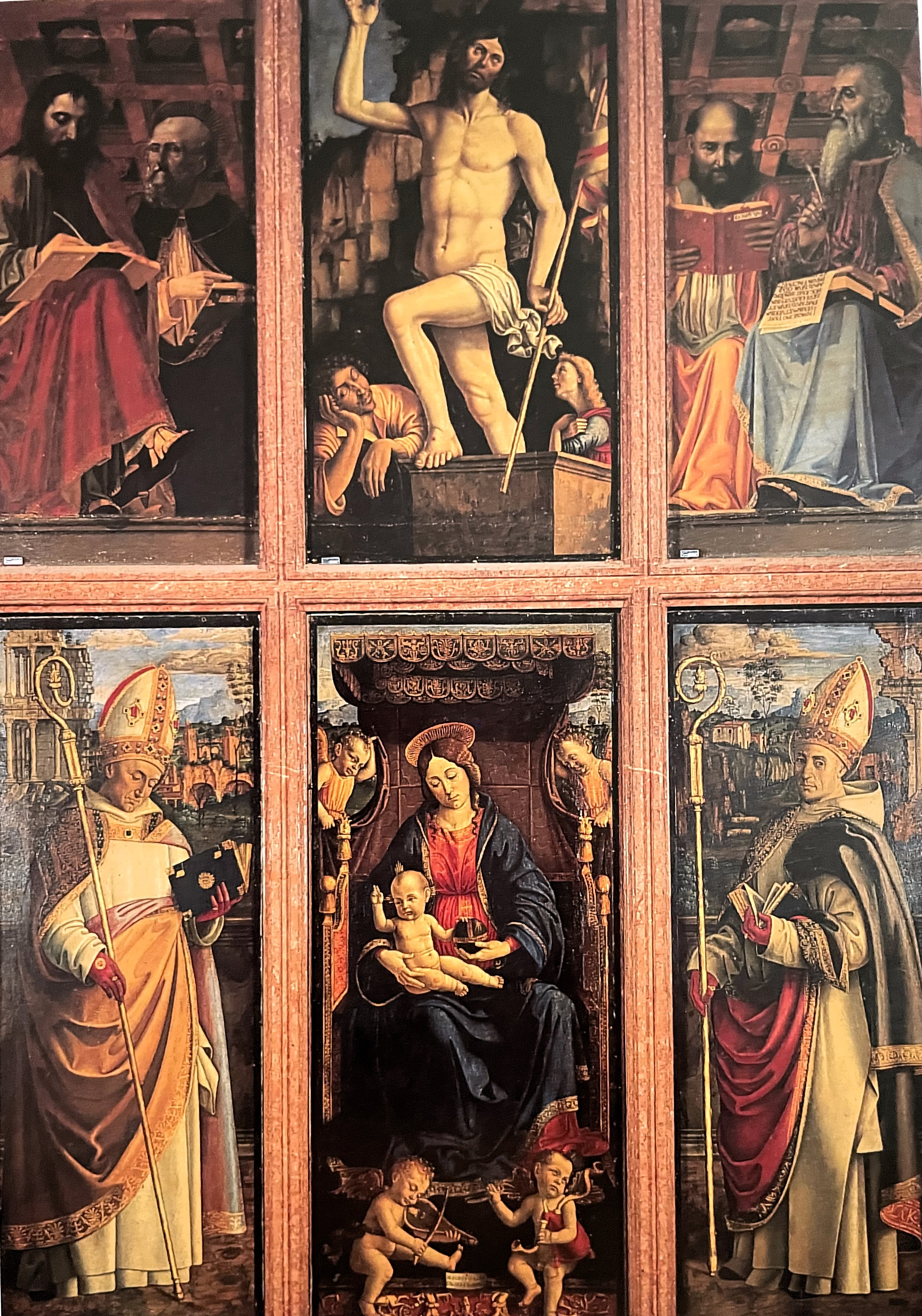
Алтарь Чертозы-ди-Павия. 1496
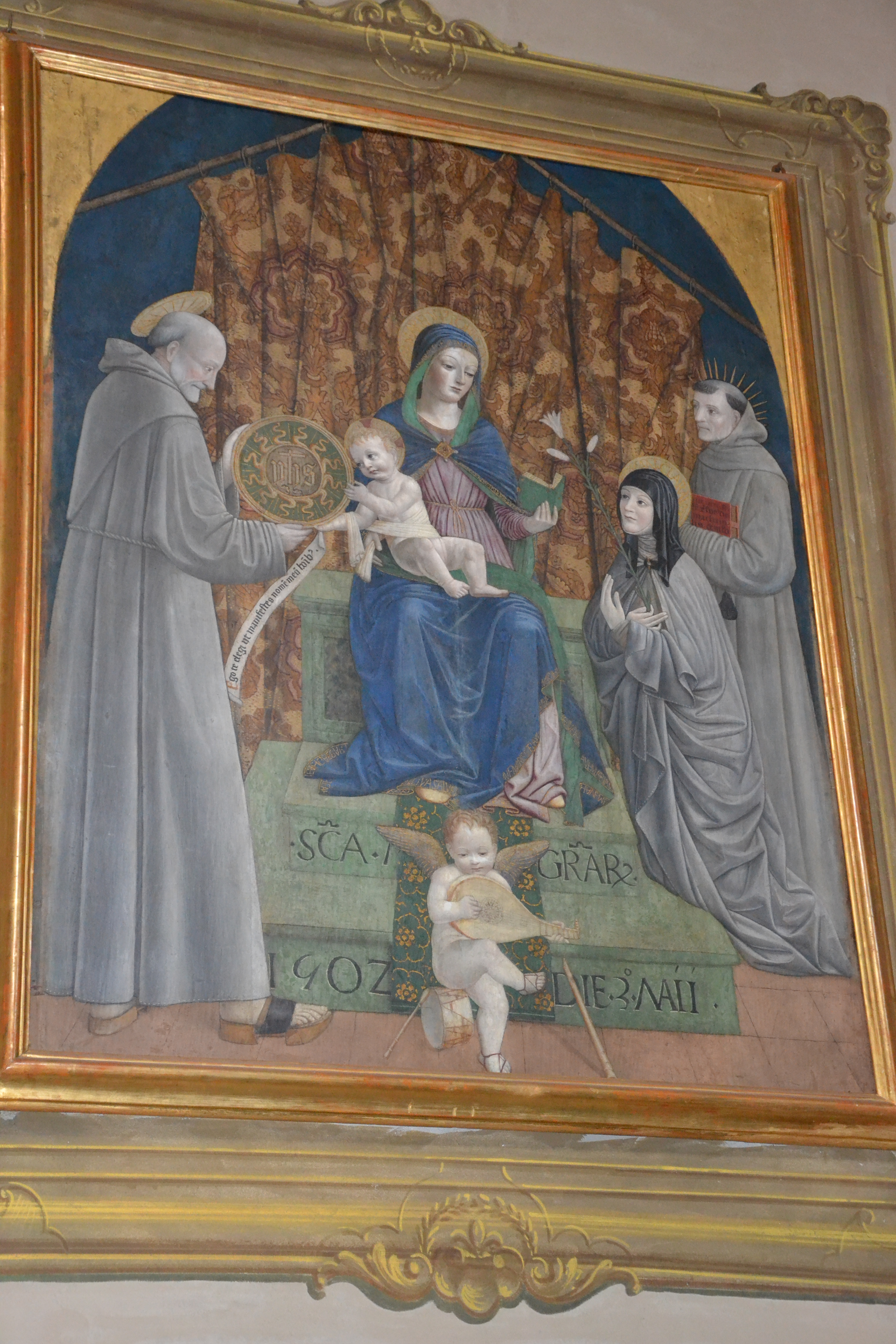
Мадонна с Младенцем и святыми. Кафедральный собор, Виджевано
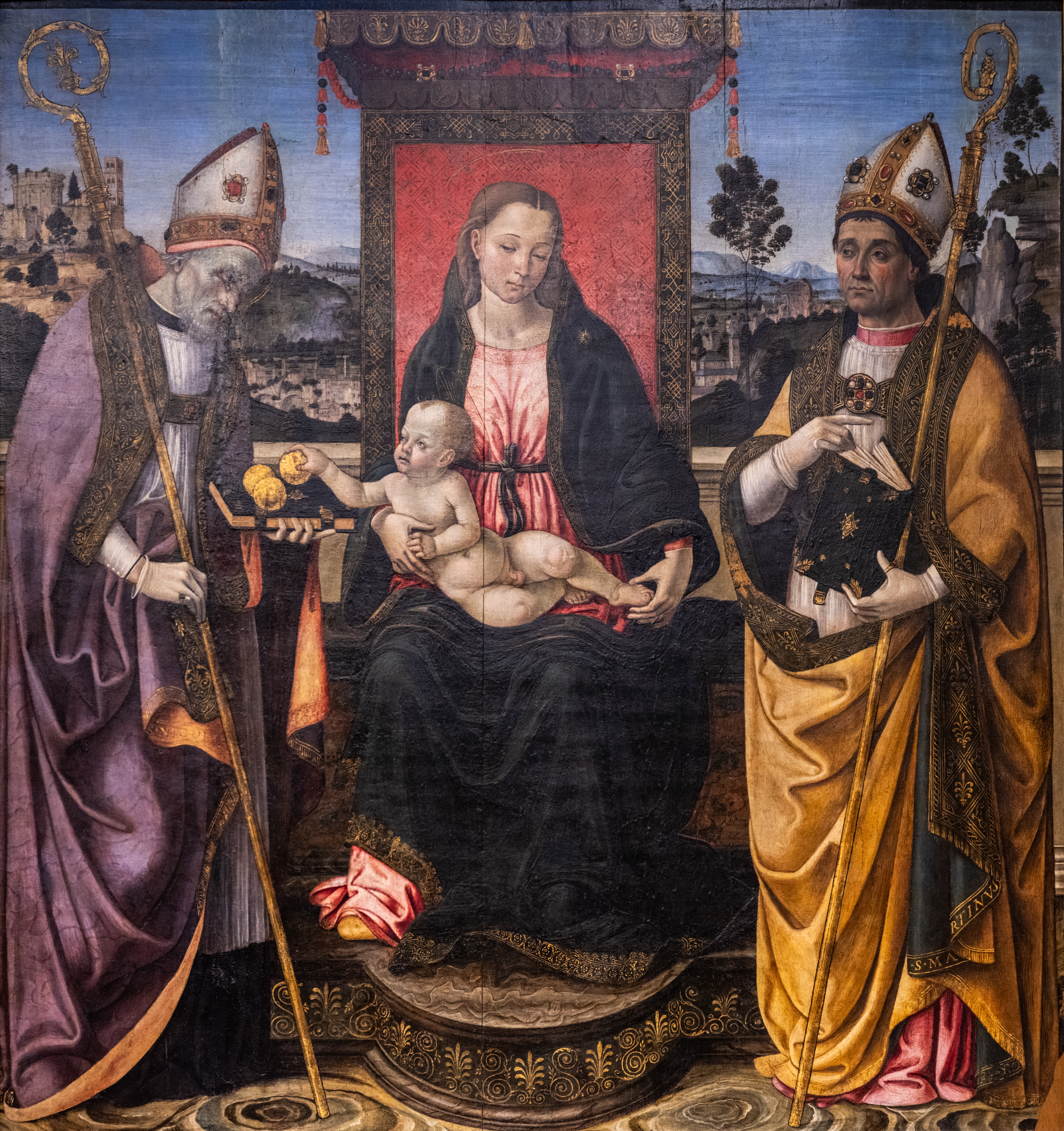
Святое собеседование. Между 1492 и 1493. Дерево, темпера, масло. Капитолийские музеи, Рим
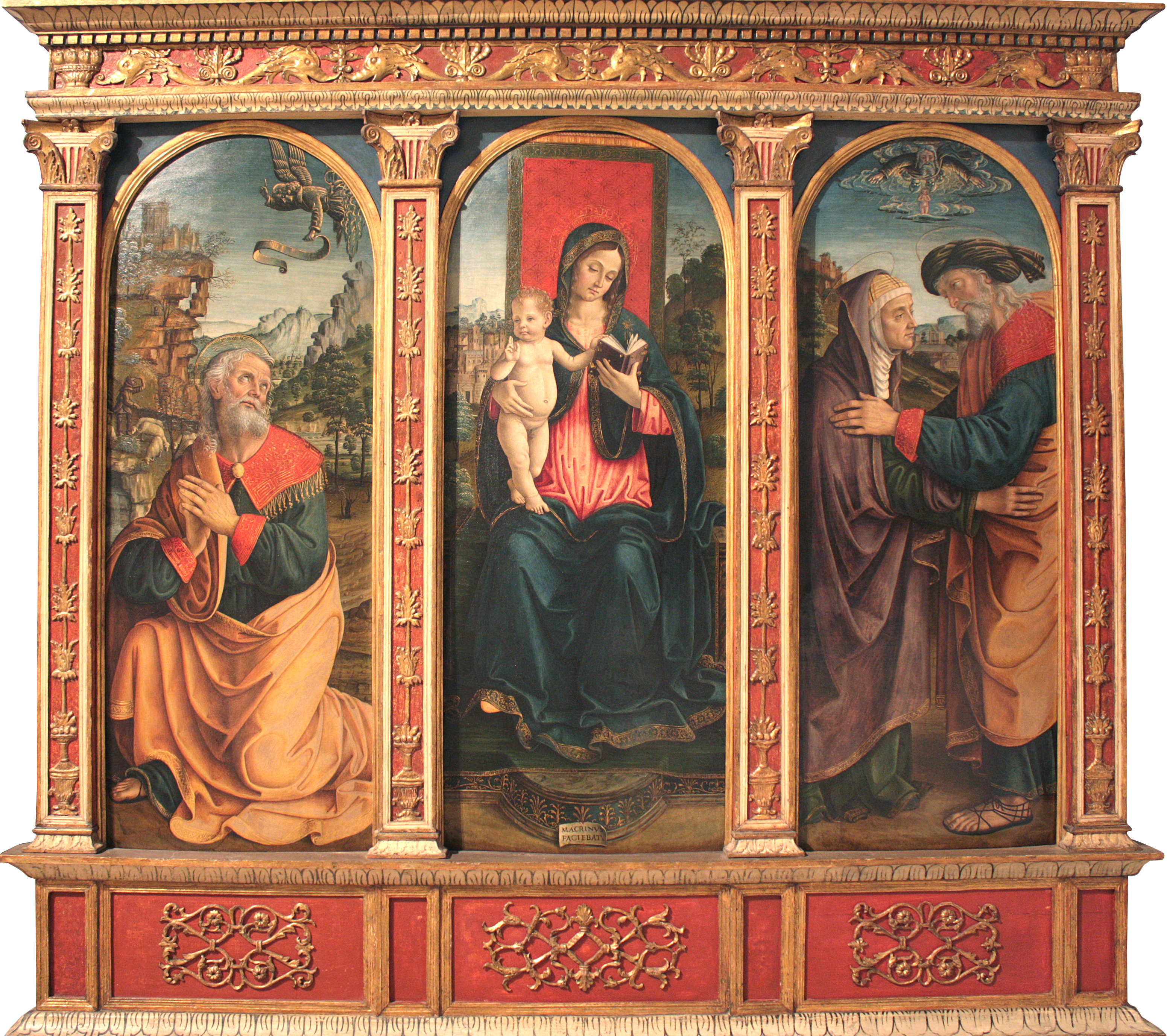
Триптих: Мадонна с Младенцем, Благовещение Иоакиму, Встреча Иоакима и Анны у Золотых ворот. Ок. 1493. Дерево, масло. Штеделевский художественный институт, Франкфурт-на-Майне
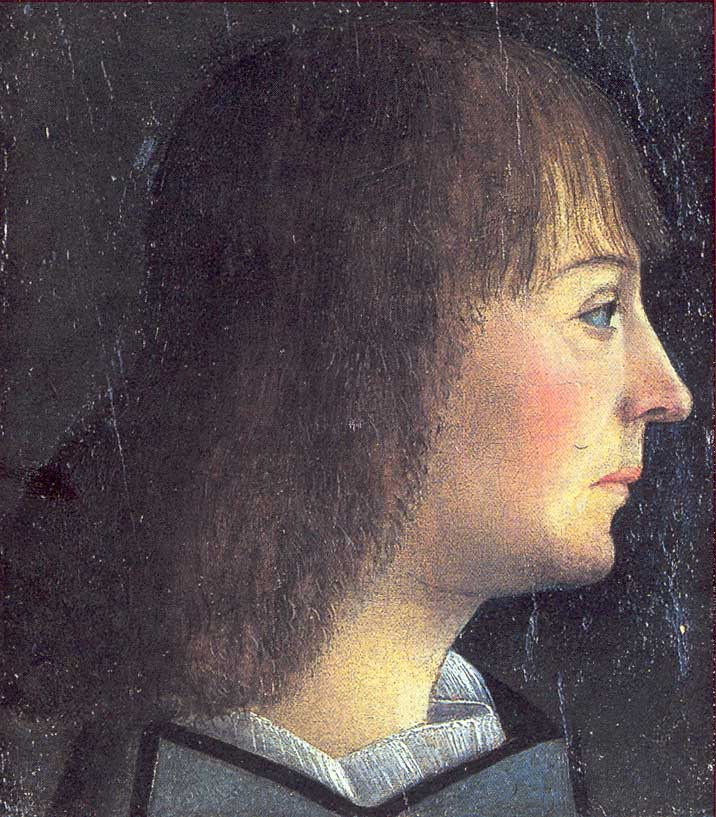
Портрет маркграфа Монферрата Гульельмо IX Палеолога. 1503. Дерево, темпера. Сакро-Монте-ди-Креа, Пьемонт
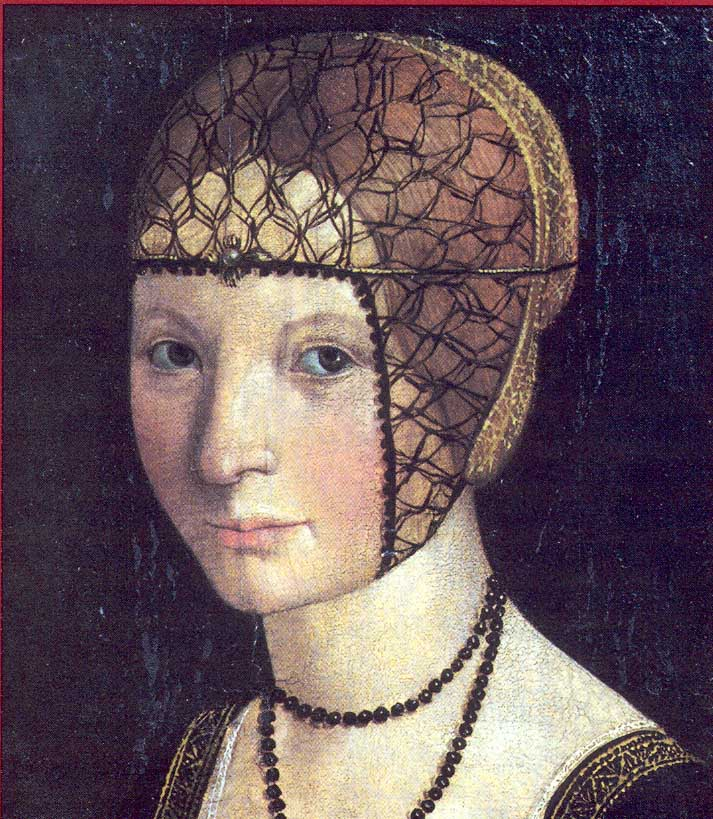
Портрет Анны д'Алансон. 1503. Дерево, темпера. Сантуарий-дель-Ассунта, Сакро-Монте-ди-Креа, Пьемонт